# Flipper

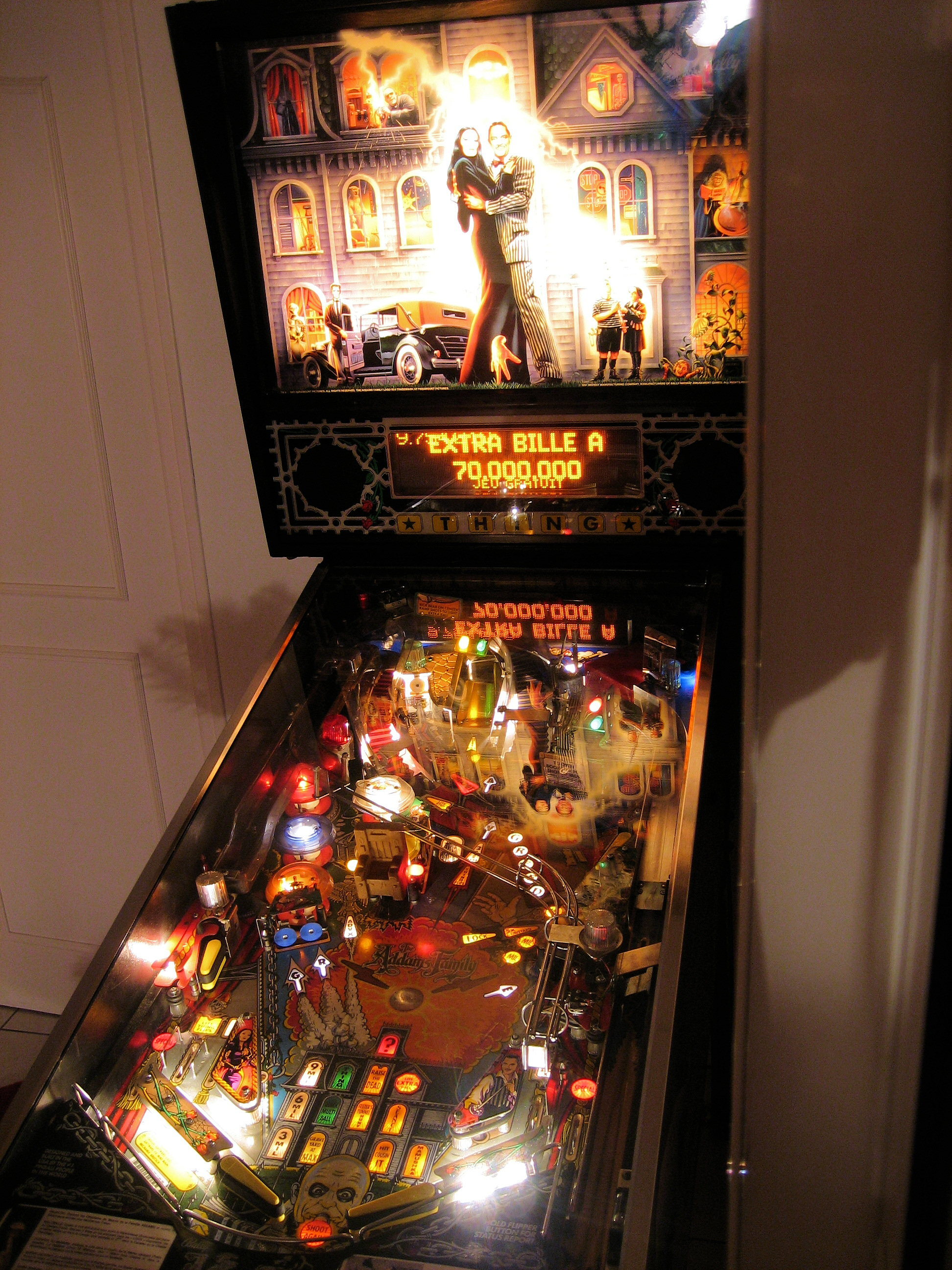
Un flipper ispirato alla famiglia Addams

Il flipper, detto anche biliardino elettrico o elettroautomatico, è un gioco di abilità di origine statunitense azionato tramite monete o gettoni, molto diffuso a partire dagli anni cinquanta, soprattutto in bar e locali pubblici.
Il nome inglese della macchina è pinball; il termine flipper, usato in Italia, Francia e altri paesi europei, deriva dalle piccole pinne (flippers), più note come "alette", comandate da pulsanti esterni, con le quali il giocatore può colpire una biglia d'acciaio mirando a bersagli posti su un piano inclinato coperto da un vetro trasparente. Ogni bersaglio o combinazione di bersagli colpiti apporta un punteggio o agevolazioni (bonus).

## Storia

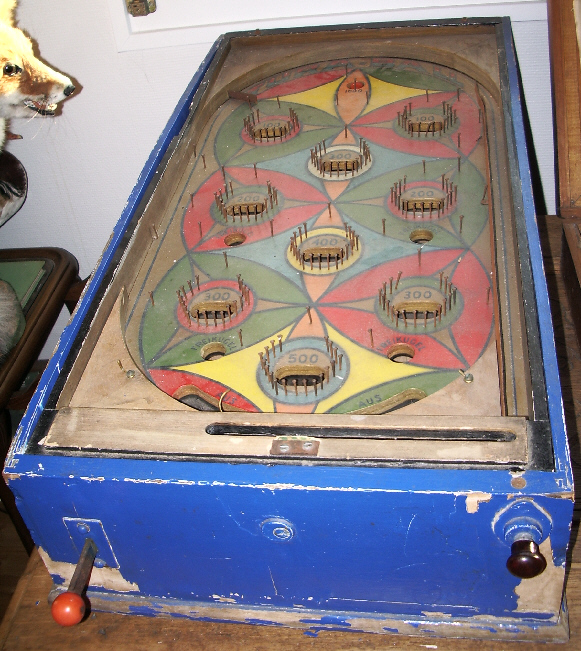
Un modello del 1948

Il flipper originario, derivato dai giochi del tipo bagatelle diffusi dai tempi della corte del Re Sole, consisteva in un semplice piano inclinato, sul quale venivano fatte scorrere dall'alto delle biglie d'acciaio. Una volta lanciate manualmente per mezzo di un pistone a molla, le biglie scorrevano lungo il piano inclinato e finivano più o meno casualmente dentro buche o passaggi obbligati, ai quali corrispondevano determinati punteggi. La vittoria si otteneva raggiungendo un punteggio massimo o una determinata combinazione o sequenza di buche (ad esempio, per formare una determinata parola).
Presto il flipper presto venne abbellito dotandolo di luci, suoni e meccanismi elettrici ed elettromeccanici: relè, motori elettrici e altri congegni molto simili a quelli utilizzati un tempo nelle centrali telefoniche.
L'elemento elettromeccanico più comune è il relè, che aprendo e chiudendo circuiti elettrici attiva altri dispositivi come lampadine, elettromagneti, servomeccanismi, che a loro volta modificano fisicamente le condizioni del gioco; la pallina interagisce principalmente tramite interruttori elettrici sui circuiti attuatori.
Il funzionamento del flipper rimase invariato per più di vent'anni; la svolta avvenne con l'introduzione appunto dei flipper, una sorta di palette di plastica azionabili con pulsanti esterni, per mezzo delle quali è possibile respingere le biglie e indirizzarle verso specifiche buche o bersagli.
Il primo flipper con le palette fu Humpty Dumpty, prodotto dalla Gottlieb nel 1947 e presto imitato dagli altri produttori. L'invenzione delle palette elettromeccaniche (dovuta al game designer Harry Mabs) rivoluzionò radicalmente il flipper, trasformandolo da gioco di fortuna in gioco di abilità, grazie alla possibilità di manovrare la biglia a piacimento e controllare entro certi limiti lo svolgimento della partita. Di conseguenza aumentò il piacere di gioco.
L'apparecchio, introdotto in Italia nel 1954, venne battezzato flipper per via della scritta riportata sopra le palette ("flipper") dei primi modelli fino agli anni '60; la stessa cosa successe in Francia.
Humpty Dumpty ha sei palette, con disposizione e orientamento molto diversi da quelli poi divenuti comuni, introdotti dalla Williams; anche le dimensioni delle palette dei primi modelli erano più piccole di quelle di oggi, introdotte sempre dalla Williams con la macchina Hayburners II del 1969.
Negli stessi anni Cinquanta in Giappone si sviluppò un gioco molto simile al flipper, il pachinko, che col tempo divenne un vero e proprio flagello sociale causando numerosi ludodipendenti, specie tra i reduci di guerra e i giovani in depressione per la pressione esercitata dalle famiglie riguardo alla competizione scolastica. Ogni quartiere delle metropoli giapponesi contava 5. 000–6.000 pachinko, sempre occupati.
Ma il problema della dipendenza da flipper preoccupò anche in Europa, donde i più conservatori lo considerarono l'ennesima perversione proveniente da oltreoceano.
Il flipper restò per decenni una complessa macchina elettromeccanica, piena di relè, contatti, rotori, elettromagneti, molle e lampadine; solo verso la metà degli anni settanta si passò gradualmente a modelli controllati da una scheda elettronica dedicata; tuttavia i componenti del piano di gioco del flipper sono rimasti in buona parte elettromeccanici, anche se negli apparecchi attuali sono controllati da una moderna CPU.
Gli ideatori del piano di gioco e gli illustratori resero queste macchine sempre più attraenti. I nomi di questi professionisti non sono molto conosciuti in quanto fino agli anni ottanta spesso tenuti segreti per politica aziendale (in rari casi riuscivano ad inserire le proprie firme in particolari nascosti della grafica del gioco). Tra i prodotti italiani si conoscono Michele Martinelli, Lorenzo Rimondini, Toni Ramunni, Luigi Corteggi, Adriano Nardi, mentre per i prodotti americani ricordiamo Roy Parker, Art Stenholm, Ed Krynski, Gordon Morison, Christian Marche, Doug Watson, Paul Farris, Dave Christiansen, John Trudeau, Adolf Seitz Jr., David Moore.
In Italia negli anni sessanta il flipper ebbe vita difficile: fu oggetto di regolamentazioni e limitazioni giuridiche volte a proibirne l'utilizzo ai fini del gioco d'azzardo; questo portò al divieto di vincite di qualsiasi genere, inclusa la ripetizione della partita. Per fronteggiare queste limitazioni esclusivamente italiane, i costruttori di tutto il mondo produssero modelli dedicati esclusivamente al mercato italiano. Questo stimolò i costruttori italiani, alcuni attivi anche negli anni a seguire, che per soddisfare la richiesta interna svilupparono modelli adeguati alla legislazione nazionale.
Oggi il flipper è pressoché scomparso dai locali pubblici italiani, soppiantato perlopiù dai videopoker, legali in Italia dal 1995, e dalle new slots ora (versioni particolari dei videopoker per il mercato italiano, in osservanza delle leggi vigenti); in pratica è stato sostituito dai cosiddetti "giochi a premio".
A un certo punto il flipper è diventato un apparecchio per appassionati e collezionisti.
Il possibile futuro del flipper vede nuovi progetti di macchine fornite di CPU e dotate di un piano di gioco virtuale (costituito da un pannello LCD posizionato orizzontalmente), che permetterebbero di simulare molto bene il funzionamento di un vero flipper, con il vantaggio di poter avere più modelli da far funzionare su un'unica macchina.

## Componenti

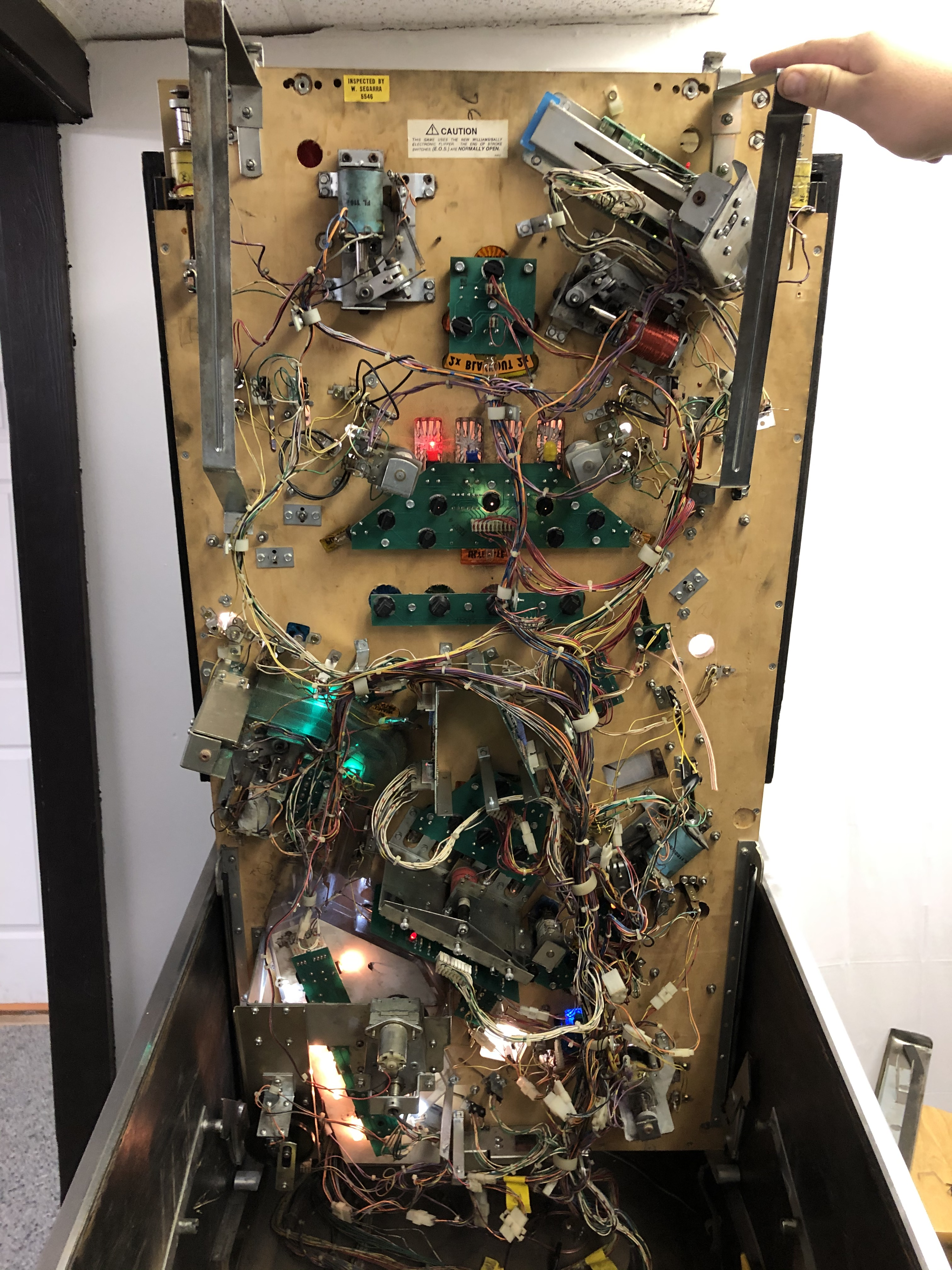
Circuiteria interna di un flipper.

## Tilt
Una caratteristica tipica dei flipper è il tilt (in inglese letteralmente "inclinazione", "ribaltamento"), un sistema di sicurezza che causa l'interruzione della partita e, in genere, l'accensione di una spia luminosa "tilt". Il sistema viene attivato con un contatto elettrico interno quando l'apparecchio subisce forti sollecitazioni fisiche esterne, come scossoni o inclinazioni. Il giocatore infatti potrebbe scuotere o muovere il cassone del flipper per cercare di deviare la traiettoria della pallina a proprio vantaggio, mosse che vengono considerate scorrette e punite con il blocco della partita, spingendo quindi il giocatore a evitarle.
Per estensione dal linguaggio del flipper, sono divenute di uso comune le espressioni "fare tilt", "andare in tilt" o "essere in tilt", per indicare i malfunzionamenti di sistemi elettrici ed elettronici. In senso figurato, l'uso di tali espressioni si è ulteriormente esteso per indicare situazioni in cui persone o sistemi di ogni genere perdono il controllo o si bloccano rovinosamente nello svolgere il loro compito.

## Principali produttori

### Passati
- AMI (Torino)
- Atari (USA)
- Bally (USA)
- Bell Games (Bologna, Italia)
- BEM (Milano, Italia)
- Capcom (USA)
- Chicago Coin (USA)
- Data East (USA)
- Europlay (Bologna, Italia)
- Exhibit (USA)
- Genco (USA)
- Game Plan (USA)
- Gottlieb (USA)
- Lodola (Avenza MS Italia)
- Nordamatic (Verona, Italia)
- Keeney (USA)
- Ripepi (Messina, Italia)
- RMG (Bologna, Italia)
- SEGA (Giappone e USA)
- Tecnoplay (Repubblica di San Marino)
- United (USA)
- Williams (USA)
- Zaccaria (Bologna, Italia)

### Attivi
- Stern Electronics (USA)
- Jersey Jack Pinball (USA)
- Chicago Gaming Company (USA)
- American Pinball (USA)
- Spooky Pinball (USA)
- Heighway Pinball (UK)
- Altivo Flipper (IT)

## Film legati al flipper
Elenco parziale
- Tommy, regia di Ken Russell (1975)
- Tilt, regia di Rudy Durand (1979)
- Troppo forte, regia di Carlo Verdone (1986)
- Pinball: The Man Who Saved The Game, regia di Austin e Meredith Bragg (2023)

## Simulatori
Vi sono in commercio numerosi videogiochi di simulazione di flipper, ovvero software che permettono di riprodurre il funzionamento di uno o più flipper. 
Alcuni di questi, a partire dal classico Pinball Construction Set del 1983, dispongono anche di un editor per creare nuovi flipper; tra questi si menzionano Visual Pinball e il più recente e avanzato Future Pinball. Questi ultimi possono funzionare anche come emulatori, in quanto disponendo delle relative ROM permettono di riprodurre praticamente tutti i flipper prodotti nel mondo dal 1947 in poi.

## Altri tipi di flipper
Una variante del flipper è il Bingo, un gioco nel quale bisogna indirizzare varie sferette in buche numerate poste sul piano componendo combinazioni (ambi, terni, etc) che danno diritto a premi (in punteggio) di valore variabile. A differenza del flipper vero e proprio, il bingo è solitamente privo delle "pinne", quindi la pallina non può essere lanciata verso l'alto quando raggiunge il fondo del piano. Il pachinko, altro gioco simile al flipper, giapponese, è anch'esso privo di alette.

## Metafore
Per metonimia, il sintagma è utilizzato per designare un effetto delle leggi elettorali che altera la prevedibile attribuzione territoriale del seggio, contribuendo all'elezione di un candidato in una circoscrizione diversa in base ad un conteggio più generale dei resti.